# Ho qualcosa da dirti
Ho qualcosa da dirti è stato un talk show italiano trasmessa da TV8 dal settembre 2019 fino al 2020, condotto da Enrica Bonaccorti.

## Il programma
La trasmissione, che debutta lunedì 9 settembre 2019, è in onda quotidianamente, dal lunedì al venerdì, alle 17:30.  Nel novembre 2019 la trasmissionne cambia orario e giorno di messa in onda venendo collocata solo al sabato e la domenica alle 8:00 di mattina, fino alla conclusione avvenuta domenica 5 gennaio 2020, alla puntata 52.
La trasmissione vede la storia di gente comune che ha la necessità di racontare ad un amico o ad un parente qualcosa che non era mai riuscito a dire prima d'ora.

## Puntate speciali
Durante le puntate quotidiane, talvolta dei vip sono stati ospiti della trasmissione. In più, il 24 dicembre 2019 è andato in onda uno speciale intitolato "Ho qualcosa da dirti - speciale Natale", in onda alle ore 15:30.
| Numero | Data             | Titolo                                 | Conduttore        | Messa in onda |
| ------ | ---------------- | -------------------------------------- | ----------------- | ------------- |
| 1      | 24 dicembre 2019 | Ho qualcosa da dirti - Speciale Natale | Enrica Bonaccorti | Pomeriggio    |